# Дубовац (Ковин)
Дубовац је село у општини Ковин, у Јужнобанатском округу, у Србији. Село је настало 1323. године и то на другој локацији од данашње, на самој обали Дунава. Становника, према попису из 2022. године има 1002, већином Срби, мада има и значајан број Рома. Поред Дубовца је познато викендашко насеље Слатина, на самој обали Дунава.

## Географски положај
Дубовац је смештен на јужном рубу Делиблатске пешчаре, на месту где се она спушта у алувијалну раван Дунава. Надморска висина села је 59 м. Кроз насеље пролази регионални пут Ковин - Бела Црква, а повезан је и са Кајтасовом, Гребенцом и Шушаром. Ниска пешчара представља последњи, периферни део Делиблатске пешчаре, на којој се јављају дине и удолине, чија се апсолутна висина креће 8-10 метара а дужина 100-450 метара.

## Историја
У Бронзаном добу је на овом подручју постојала Дубовачко-жутобрдска археолошка култура, названа према овом насељу.
Шумарак је добио статус насеља 1947. године. Три километра северно од села основали су Ковинци 1893. године виноградарску колонију "Емануелтелеп". Колонисти су били Мађари и Немци. За време рата ова колонија је пропала. Он, у ствари, представља већу скупину салаша и виноградских кућа — викендица, које се налазе на рубу високе пешчаре. Под називом Емануелтелеп забележен је први пут 1893. године, а имао је 92 становника. Године 1916. забележен је под називом Емануеловац. Од 1929. до 1946. године назива се Мали Дубовац, а од 1946. до 1947. године поново Емануеловац. Назив Шумарак и статус насеља добија 1947. године.
Дубовац је веома старо насеље. Стари Дубовац није био на садашњем месту, већ је био поред самог Дунава. Предмети нађени у гробовима тог насеља указују на грчки утицај који је доспео из одређених грчких црноморских колонија. Први писани помен датира из 1323. године када је Дубовац забележен као утврђене ковинске жупаније. Током 15, 16. и 17. века био је неколико пута уништаван, али због повољности положаја поново је подизан. Турци су га приликом свог повлачења уништили и спалили, тако да је након њиховог протеривања у Дубовцу забележено само 11 домаћинстава, да би убрзо потпуно опустео. На мапи 1723. и 1725. године означен је као ненасељен. Већ 1749. године означен је као насељено место са 54 домова. Од 1761. године припадао је панчевачком округу, а 1765. године приликом успостављања Војне границе припојен је и Дубовац. У овом периоду доселио се известан број Немаца. Аустријски царски ревизор Ерлер је 1774. године констатовао да место припада Панчевачком дистрикту. Село има милитарски статус а становништво је било српско.
Године 1827. имао је 631 православног и 20 католичких становника. Српски батаљон је додељен 1838. године, а српска регимента 1845. године. Девет година касније припојен је Делиблатској компанији. Темишварској жупанији припао је 1873. године. Православна црква изграђена 1870. године, а 1874. године формирано је кредитно удружење. Систематски списак се врши од 1869. године када је Дубовац имао 674 становника, а по попису из 2002. године 1283 становника. У етничком саставу становништва најбројнији су Срби и Роми.
| Година     | 1869. | 1880. | 1890. | 1900. | 1910. |
| Становника | 674   | 819   | 964   | 1167  | 1501  |

## Село
Дубовац је мање насеље ковинске општине, са прилично кривудавим улицама, што је последица стихијског грађења. Због тога се он незнатно разликује од већине насеља ковинске општине.
Зграда основне школе „Предраг Кожић“ подигнута је 1955. године и има фискултурну салу. Дубовац има библиотеку, здравствену станицу, Добровољно ватрогасно друштво Ловачко друштво „Јелен“ и ФК „Јединство“. Основна делатност пољопривреда, и то ратарство и сточарство. Велика пажња у последње време је посвећена туризму (ловном и риболовном) због близине Дунава и Делиблатске пешчаре.

## Демографија
У насељу Дубовац живи 943 пунолетна становника, а просечна старост становништва износи 37,4 година (35,8 код мушкараца и 39,0 код жена). У насељу има 373 домаћинства, а просечан број чланова по домаћинству је 3,44.
Ово насеље је углавном насељено Србима (према попису из 2002. године), а у последња три пописа, примећен је пад у броју становника.
|  |

| Демографија | Демографија | Демографија |
| Година      | Становника  | Становника  |
| ----------- | ----------- | ----------- |
| 1948.       | 1.615       |             |
| 1953.       | 1.641       |             |
| 1961.       | 1.677       |             |
| 1971.       | 1.675       |             |
| 1981.       | 1.598       |             |
| 1991.       | 1.469       | 1.338       |
| 2002.       | 1.283       | 1.458       |
| 2011.       | 1.188       |             |

| Етнички састав према попису из 2002.‍ | Етнички састав према попису из 2002.‍ | Етнички састав према попису из 2002.‍ | Етнички састав према попису из 2002.‍ | Етнички састав према попису из 2002.‍ |
| ------------------------------------ | ------------------------------------ | ------------------------------------ | ------------------------------------ | ------------------------------------ |
|                                      |                                      |                                      |                                      |                                      |
| Срби                                 | Срби                                 |                                      | 1.078                                | 84,02%                               |
| Роми                                 | Роми                                 |                                      | 111                                  | 8,65%                                |
| Мађари                               | Мађари                               |                                      | 28                                   | 2,18%                                |
| Југословени                          | Југословени                          |                                      | 19                                   | 1,48%                                |
| Румуни                               | Румуни                               |                                      | 14                                   | 1,09%                                |
| Немци                                | Немци                                |                                      | 7                                    | 0,54%                                |
| Чеси                                 | Чеси                                 |                                      | 3                                    | 0,23%                                |
| Македонци                            | Македонци                            |                                      | 3                                    | 0,23%                                |
| Хрвати                               | Хрвати                               |                                      | 2                                    | 0,15%                                |
| Црногорци                            | Црногорци                            |                                      | 1                                    | 0,07%                                |
| непознато                            | непознато                            |                                      | 3                                    | 0,23%                                |

| \| \| м \| \| \| ж \| \| ? \| 0 \| \| \| 0 \| \| 80+ \| 4 \| \| \| 15 \| \| 75—79 \| 19 \| \| \| 21 \| \| 70—74 \| 29 \| \| \| 41 \| \| 65—69 \| 32 \| \| \| 44 \| \| 60—64 \| 30 \| \| \| 39 \| \| 55—59 \| 20 \| \| \| 32 \| \| 50—54 \| 48 \| \| \| 38 \| \| 45—49 \| 37 \| \| \| 29 \| \| 40—44 \| 50 \| \| \| 32 \| \| 35—39 \| 56 \| \| \| 47 \| \| 30—34 \| 48 \| \| \| 45 \| \| 25—29 \| 44 \| \| \| 40 \| \| 20—24 \| 36 \| \| \| 34 \| \| 15—19 \| 43 \| \| \| 50 \| \| 10—14 \| 62 \| \| \| 49 \| \| 5—9 \| 40 \| \| \| 44 \| \| 0—4 \| 47 \| \| \| 38 \| \| Просек : \| 35,8 \| \| \| 39,0 \| |      |  |  |      |
| |      |  |  |      |
| | м    |  |  | ж    |
| ? | 0    |  |  | 0    |
| 80+ | 4    |  |  | 15   |
| 75—79 | 19   |  |  | 21   |
| 70—74 | 29   |  |  | 41   |
| 65—69 | 32   |  |  | 44   |
| 60—64 | 30   |  |  | 39   |
| 55—59 | 20   |  |  | 32   |
| 50—54 | 48   |  |  | 38   |
| 45—49 | 37   |  |  | 29   |
| 40—44 | 50   |  |  | 32   |
| 35—39 | 56   |  |  | 47   |
| 30—34 | 48   |  |  | 45   |
| 25—29 | 44   |  |  | 40   |
| 20—24 | 36   |  |  | 34   |
| 15—19 | 43   |  |  | 50   |
| 10—14 | 62   |  |  | 49   |
| 5—9 | 40   |  |  | 44   |
| 0—4 | 47   |  |  | 38   |
| Просек : | 35,8 |  |  | 39,0 |

| Година пописа     | 1948. | 1953. | 1961. | 1971. | 1981. | 1991. | 2002. |
| ----------------- | ----- | ----- | ----- | ----- | ----- | ----- | ----- |
| Број домаћинстава | 386   | 415   | 429   | 408   | 423   | 400   | 373   |

| Број чланова      | 1  | 2  | 3  | 4  | 5  | 6  | 7  | 8 | 9 | 10 и више | Просек |
| ----------------- | -- | -- | -- | -- | -- | -- | -- | - | - | --------- | ------ |
| Број домаћинстава | 60 | 81 | 64 | 63 | 44 | 36 | 20 | 4 | 1 | 0         | 3,44   |

| Пол    | Укупно | Неожењен/Неудата | Ожењен/Удата | Удовац/Удовица | Разведен/Разведена | Непознато |
| ------ | ------ | ---------------- | ------------ | -------------- | ------------------ | --------- |
| Мушки  | 496    | 195              | 252          | 25             | 22                 | 2         |
| Женски | 507    | 124              | 254          | 111            | 17                 | 1         |
| УКУПНО | 1.003  | 319              | 506          | 136            | 39                 | 3         |

| Пол    | Укупно                    | Пољопривреда, лов и шумарство | Рибарство                            | Вађење руде и камена | Прерађивачка индустрија       |
| ------ | ------------------------- | ----------------------------- | ------------------------------------ | -------------------- | ----------------------------- |
| Мушки  | 280                       | 182                           | 2                                    | 0                    | 29                            |
| Женски | 94                        | 56                            | 0                                    | 0                    | 15                            |
| Укупно | 374                       | 238                           | 2                                    | 0                    | 44                            |
|        |                           |                               |                                      |                      |                               |
| Пол    | Производња и снабдевање   | Грађевинарство                | Трговина                             | Хотели и ресторани   | Саобраћај, складиштење и везе |
| Мушки  | 1                         | 30                            | 5                                    | 5                    | 9                             |
| Женски | 0                         | 0                             | 4                                    | 2                    | 1                             |
| Укупно | 1                         | 30                            | 9                                    | 7                    | 10                            |
|        |                           |                               |                                      |                      |                               |
| Пол    | Финансијско посредовање   | Некретнине                    | Државна управа и одбрана             | Образовање           | Здравствени и социјални рад   |
| Мушки  | 0                         | 2                             | 4                                    | 3                    | 3                             |
| Женски | 0                         | 1                             | 2                                    | 6                    | 3                             |
| Укупно | 0                         | 3                             | 6                                    | 9                    | 6                             |
|        |                           |                               |                                      |                      |                               |
| Пол    | Остале услужне активности | Приватна домаћинства          | Екстериторијалне организације и тела | Непознато            | Непознато                     |
| Мушки  | 2                         | 0                             | 0                                    | 3                    | 3                             |
| Женски | 2                         | 0                             | 0                                    | 2                    | 2                             |
| Укупно | 4                         | 0                             | 0                                    | 5                    | 5                             |